# Michael Schneider (chef d'orchestre)
Pour les articles homonymes, voir Michael Schneider et Schneider.
Michael Schneider (Nordhorn, 10 août 1953) est un flûtiste allemand, chef d'orchestre et professeur d'université. Il est particulièrement attaché au répertoire du dernier baroque, tel que les œuvres de Telemann et avec le premier répertoire classique, tel que les œuvres de Carl Philipp Emanuel Bach. Il a fondé l'orchestre La Stagione Frankfurt pour interpréter et enregistrer ces répertoires.

## Carrière
Schneider étudie la flûte et la flûte à bec à l'école supérieure de musique de Cologne. En 1978, il est lauréat du Concours international de musique de l'ARD dans la catégorie flûte à bec.
Pour l'interprétation historiquement informée, il fonde en 1979 l'ensemble Camerata Köln (Camerata de Cologne) et en 1988 l'orchestre La Stagione. Il dirige à la fois au concert et dans de nombreux enregistrements,,. Ils s'est produit notamment au Festival Haendel à Göttingen, au Festival Haendel à Halle, à la Bachfest de Leipzig, au Festival de Schwetzingen et au festival de musique de Schleswig-Holstein.
Schneider a également dirigé des orchestres tels que la Nordwestdeutsche Philharmonie, la Cappella Coloniensis, l'Orchestre de chambre de Zurich et l'Orchestre de chambre d'Israël.
En 1980, Schneider est nommé professeur de flûte à bec à l'université des arts de Berlin. Depuis 1993, il est professeur à la Musikhochschule de Francfort, où en 2005, il crée une classe d'interprétation historiquement informée. Depuis 2005, il sert en tant que vice-président de l'université. En 2011, il se produit avec une cinquantaine d'élèves et les enseignants de l'université au festival de musique de Rheingau à l'abbaye d'Eberbach, notamment dans le concert d'ouverture suivi de divers concerts de musique de chambre dans les petites salles de l'ancien couvent, interprétés par un quintette avec piano, un quatuor à cordes et un trio de trompettes et enfin, un semi-mise en scène de l'oratorio d'Alessandro Stradella, San Giovanni Battista dans la basilique,,.

## Discographie (sélection)
Schneider a enregistré les œuvres de Telemann, à la fois en tant que flûtiste et chef d'orchestre, notamment les concertos pour instruments à vent (6 volumes), les concertos pour flûte à bec, les suites pour orchestre, la Trauermusik (musique funèbre) pour Karl VII, Trauermusik de Hambourg pour le maire Garlieb Sillem et la Hamburgische Kapitänsmusik (1755). Il a enregistré l'oratorio Der aus der Löwengrube erettete Daniel, l'opéra comique Don Quichotte auf der Hochzeit des Comacho, l'opéra Damon et l'opéra en un acte, Pimpinone.
Du répertoire baroque italien, il a enregistré les cantates de Noël de Stradella, les concertos pour flûte de Vivaldi, les concertos de Geminiani et un récital d'arias d'Alessandro Scarlatti avec Dimitri Egorov et l'oratorio La Colpa, Il Pentimento, la Grazia. Il a dirigé les opéras, Piramo e Tisbe de Johann Adolph Hasse et Rodelinda de Haendel.
Il a enregistré les cantates de Bach pour basse BWV 56, 82 et 158, avec Gotthold Schwarz, le Thomanerchor et La Stagione.
Les enregistrements de Schneider dans le répertoire classique naissant, comprennent le très sous-estimé Magnificat de Carl Philipp Emanuel Bach et de Johann Christian Bach sur un disque Capriccio ; Mozart avec Ruth Ziesak, les symphonies de Simon Le Duc, les concertos pour flûte de Carl Friedrich Abel, ainsi que la musique de chambre, des concertos pour piano, des symphonies ; des symphonies de Franz Ignaz Beck, des concertos pour clavecin de Georg Anton Benda, des concertos pour violoncelle de Matthias Georg Monn et le Requiem de Joseph Martin Kraus ; ainsi que deux opéras, L'anima del filosofo de Haydn et d'Ignaz Holzbauer, Günther von Schwarzburg.

## Récompenses
En 2000, Schneider a reçu le Telemann-Preis de Magdebourg.
Son enregistrement de l'opéra de Telemann, Damon avec La Stagione était le « Choix de la Critique » de Gramophone en 1998.